# Periphyllus rhenanus
Periphyllus rhenanus är en insektsart som först beskrevs av Carl Julius Bernhard Börner 1940.  Periphyllus rhenanus ingår i släktet Periphyllus och familjen långrörsbladlöss. Inga underarter finns listade i Catalogue of Life.